# Candiano (famiglia)
I Candiano furono una nobile famiglia veneziana.  	
Candiano era una nobile famiglia veneziana. Originari del padovano, si stabilirono a Venezia e diedero alla Repubblica cinque dogi.

## Storia
C'è incertezza sulle origini della famiglia. La discendenza partirebbe da Pietro, elevato al seggio ducale per designazione del voto popolare nell'887, ma durato solamente cinque mesi.
Alla morte di questo nell'impresa dalmatica per la conquista della sponda adriatica, la successione non ebbe seguito: difatti mancava un erede famigliare che raccogliesse la tradizione da lui lasciata e la portasse a compimento.
I Candiano di cinquant'anni dopo erano di altra stirpe. Il secondo come il terzo Candiano, entrambi chiamati Pietro, furono dogi nella prima metà del X secolo. Questo conflitto mette il figlio contro il padre, il quarto contro il secondo Candiano, nel 959; e l'avvento di quello segna un brusco ripiegamento alla politica continentale, portata per egoistico interesse di famiglia alle estreme conseguenze.
La feudalizzazione nei costumi della corte dogale è dovuta all'entrata in essa di una sposa di stirpe germanica. Anche lo spirito veneziano si feudalizza, ricevendo nella persona di un collaterale del doge, il fratello Vitale detto Ugo, l'investitura della podestà comitale padovana. Tali vantaggi furono realizzati col sacrificio della naturale tradizione della vita veneziana. Il suo sentimento patriottico veneziano si sentì offeso e tradito dall'adozione di un costume ad esso estraneo, ma anche fu diminuito e quasi umiliato il geloso patrimonio d'indipendenza nazionale di fronte alla potenza imperiale degli Ottoni, con la quale parve collaborare in stretta intesa, all'interno e all'estero. 
Un tragico destino li attendeva tutti: per il primo, una sanguinosa vendetta consumata a furia di popolo nel 976 sulla sua persona e su quella dell'innocente erede; al secondo era riservato un doloroso esilio, intessuto di rabbiose congiure, e un umiliante ritorno; al terzo, il rapido sfacelo di una fortuna acquistata a prezzo di non simpatiche rinunce.
Questi eventi portarono alla caduta della fortuna politica famigliare che aveva dominato la vita pubblica veneziana per più di cinquant'anni. La scialba figura di Vitale, doge che governò in breve intermezzo fra il primo e il secondo Orseolo, con ogni probabilità non solo non appartiene al ramo diretto degli omonimi predecessori, ma forse è anche estraneo a quella famiglia. Egli fallì nel suo compito, tanto che in breve abbandonò il dogato, ritirandosi nell'abbazia di Sant'Ilario, senza lasciare eredi.

## Membri illustri
- Pietro I Candiano, 16º doge della Repubblica di Venezia;
- Pietro II Candiano, 19º doge della Repubblica di Venezia;
- Pietro III Candiano, 21º doge della Repubblica di Venezia;
- Pietro IV Candiano, 22º doge della Repubblica di Venezia;
- Vitale Candiano, 24º doge della Repubblica di Venezia;
- Vitale Candiano, patriarca di Grado (963 - 1012 o 1018).